# Гринченко, Николай Алексеевич
Николай Алексеевич Гринченко (укр. Микола Олексійович Гринченко; 21 апреля (3 мая) 1888, Киев — 27 ноября 1942, Уфа) — советский музыковед, фольклорист, педагог, профессор (1934), ректор. Заслуженный деятель искусств Украинской ССР (1941).

## Биография
Родился 21 апреля (3 мая) 1888 года в Киеве в семье рабочего завода «Арсенал».
Начальное музыкальное образование (хоровое пение, дирижирование, фортепиано) получил в Придворной певческой капелле в Санкт-Петербурге, где учился в 1897—1901 годах. Вернувшись в Киев, окончил реальное училище. В 1912 году окончил Киевское музыкальное училище Русского музыкального общества, в 1920 году — Каменец-Подольский университет.
В 1925—1934 годах — преподаватель истории музыки и народного творчества Киевского музыкально-драматического института им. Н. Лысенко (одновременно в 1925—1928 годах — его ректор); в 1934—1937 годах — профессор Киевской консерватории.
С 1938 года — научный сотрудник Института украинского фольклора АН УССР, с 1942 — его директор.
Умер во время Великой Отечественной войны в эвакуации в Уфе.
В 1953 году перезахоронен в Киеве на Байковом кладбище.

## Научная деятельность
Н. Гринченко — один из первых теоретиков истории украинской музыки. Исследовал творчество Н. Лысенко, Н. Леонтовича, К. Стеценко.
Научные труды по вопросам украинского музыкального фольклора и истории украинской музыки:
- «Украинская музыка и её представители» (1909);
- «Шевченко и Лысенко» (1920);
- «История украинской музыки» (1922);
- «Гайдамаки» К. Стеценко» (1923);
- «Шевченко и музыка» (1939);
- «Очерк исторического развития украинской народной музыки» (опубл. 1947);
- «Украинские советские песни» (опубл. 1959);
- «Украинская народная инструментальная музыка» (опубл. 1959);
- «Украинская народная дума» (опубл. 1959);
- «Частушки» (опубл. 1959) и др.

Сотрудничал с украинским музыкальным журналом «Музика».